# Pepinster
Pepinster (wa. Pepinstèr) – miejscowość i gmina (commune) w Belgii, w Regionie Walońskim, w prowincji Liège, w okręgu Verviers. 1 stycznia 2024 roku liczyła 9274 mieszkańców.

## Podział administracyjny
W skład gminy wchodzą trzy dzielnice (section):
- Cornesse
- Soiron
- Wegnez

## Współpraca
Miejscowość partnerska:
- Avallon, Francja